# Syndrome aérotoxique
 (décembre 2016).
Le syndrome aérotoxique (qui a été comparé à un « scandale de l'amiante dans l'aviation ») est un état pathologique mêlant symptômes physiques et neurologiques, causé par les effets à court et à long terme d'une exposition à de l'air de cabine d'avion contaminé par des huiles de moteurs atomisées ou d'autres agents chimiques. 
Selon des députés du parlement européen, « cette contamination de l'air ambiant (en cabine) représenterait un risque pour la santé et la sécurité des milliers de passagers et de navigants voyageant quotidiennement à bord des avions de ligne ».

## Causes

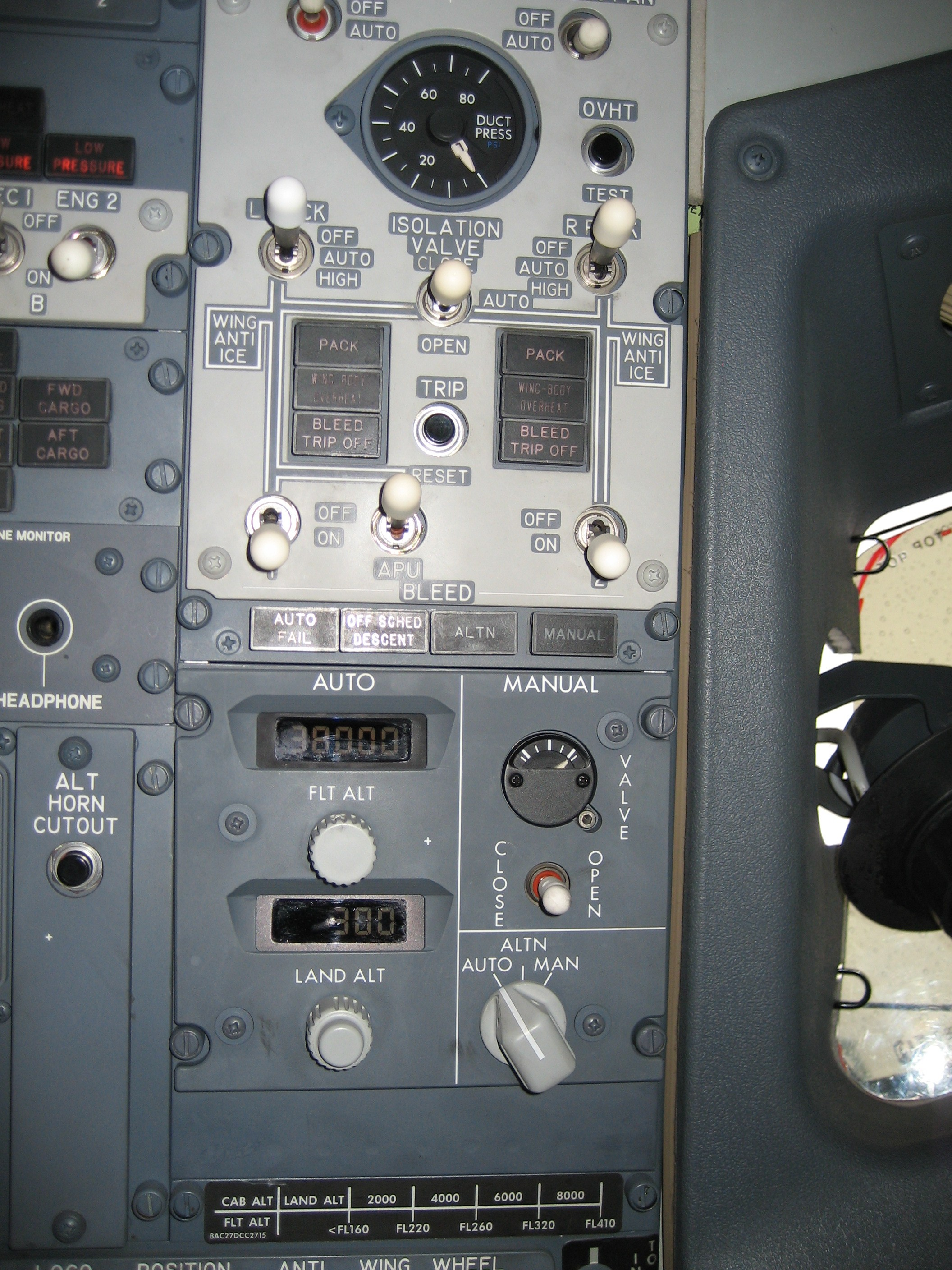
Tableau de commande de pressurisation et de prélèvement d’air d'un Boeing 737-800.

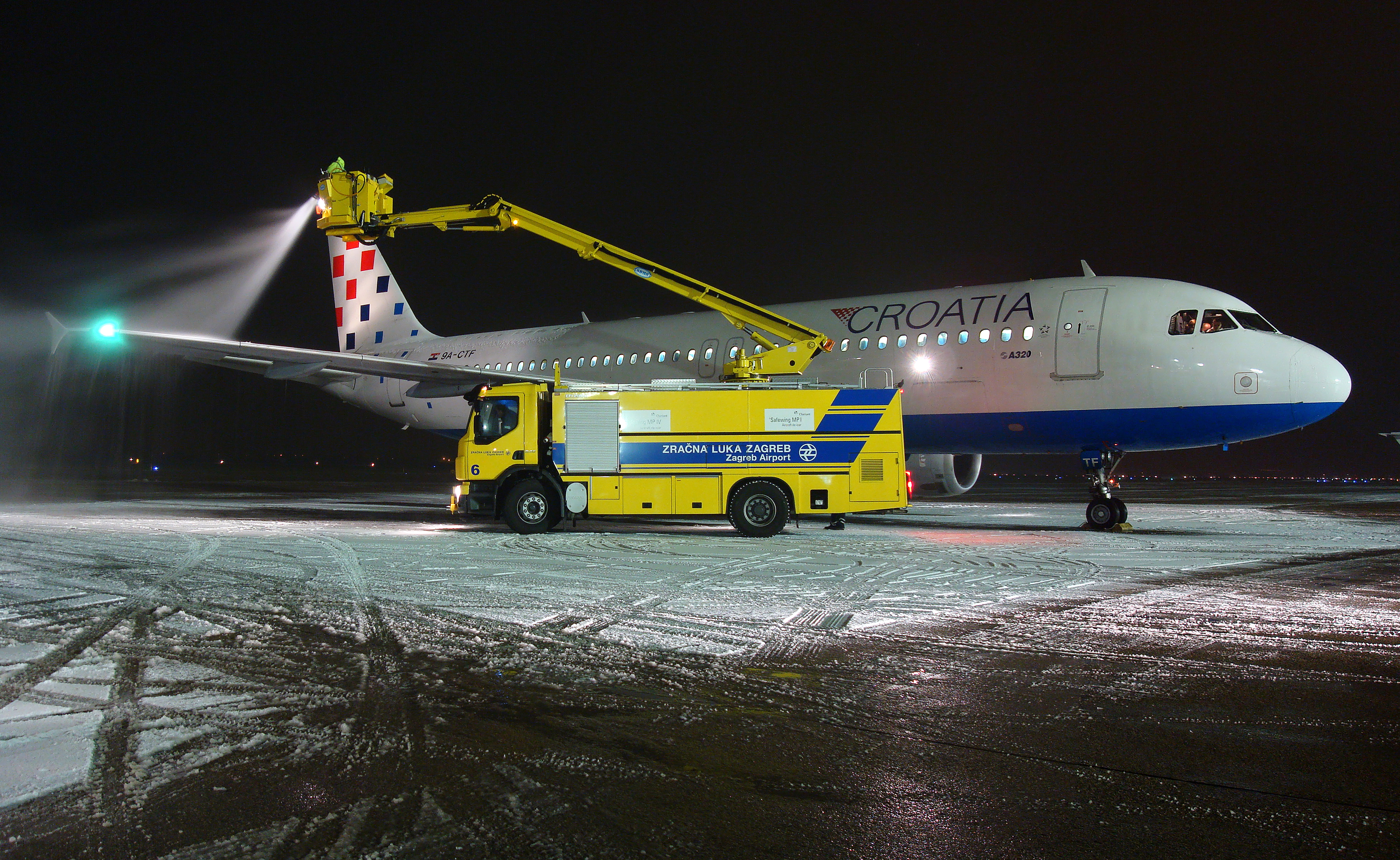
Dégivrage d'un Airbus A320 avant décollage.

Les avions de ligne modernes disposent de systèmes de conditionnement d'air (ECS) assurant le renouvèlement de l'air en cabine. 
L'air extérieur devant être comprimé pour assurer la pressurisation de la cabine, il est généralement prélevé (bleed air) dans le moteur des avions à réaction ou des turbopropulseurs (à l'exception du nouveau Boeing 787), en aval du compresseur mais avant la chambre de combustion. 
Cet air est ensuite refroidi et amené à une pression adaptée aux besoins de la cabine. 
Dans le moteur, des joints d'étanchéité permettent de confiner les lubrifiants des pièces tournantes. Toutefois, en cas d'usure ou de détérioration de ces joints, l'huile peut se mélanger à l'air échauffé par la compression puis dirigé vers l'habitacle. Ce phénomène anormal se manifeste par des odeurs et parfois un dégagement de fumées. L'huile des réacteurs contenant des produits toxiques comme le phosphate de tricrésyle, des vapeurs toxiques peuvent alors être émises en cabine avec des conséquences neurotoxiques présumées chez certaines personnes. Les fluides de dégivrage des avions peuvent être une autre cause de contamination de l'habitacle.

## Signes et symptômes
Les symptômes possibles incluent (par ordre de fréquence) :
- maux de têtes (près de 90 % des cas[6]) ;
- troubles de la cognition se manifestant par des pertes de mémoire, une difficulté à se concentrer, à parler et à trouver des mots, des troubles de la coordination…) dans 90 % des cas, pouvant être confirmé par des tests neurocognitifs[6]) ;
- troubles nerveux, tremblements, secousses, vertiges… (dans environ 85 % des cas, pouvant être confirmé par des tests neurocognitifs[6]) ;
- troubles respiratoires, irritation des voies respiratoires, tendances à l'hyperventilation (près de 80 % des cas[6]) ;
- troubles digestifs (diarrhées, nausées, vomissements), dans près de 75 % des cas [6] ;
- troubles cardiovasculaires (accélération du rythme cardiaque…), dans 50 % des cas [6] ;
- trouble de la vision (brûlure, vision en tunnel)…

Les effets de l'exposition à des vapeurs toxiques varient selon les facteurs suivants, :
- temps d'exposition ;
- intensité de l'exposition ;
- niveau de toxicité (qui dépend de facteurs directs comme le produit chimique concerné, mais aussi de facteurs indirects comme l'humidité en cabine, la concentration de dioxygène et la présence éventuelle d'autres contaminants) ;
- génétique individuelle.

Un effet de la qualité de l'air dans les avions commerciaux sur le sang des équipages et des passagers a été montré par des chercheurs américains dès les années 1970.

## Cas d'équipages «contaminés»
En 2006, des tests faits sur 27 pilotes par l'University College de Londres ont montré que tous présentaient des taux anormaux de résidus de produits chimiques dans le sang.  
Les équipages sont les plus exposés à ce syndrome du fait évident de leur métier (exposition chronique et risques de bioaccumulation). Les cas de pilotes victimes du syndrome aérotoxique sont nombreux. Le premier cas bien documenté est celui du navigateur d'un C-130 Hercules devenu handicapé en 1977, après des expositions fréquentes à des vapeurs toxiques.
Un cas majeur récent est celui du pilote anglais John Hoyte, exposé à de faibles doses d'air contaminé pendant 16 ans de carrière, ce qui a provoqué chez lui un phénomène de bioaccumulation avec comme conséquence de graves symptômes de fatigue chronique, pertes de mémoire récurrentes, vision déficiente, qui se sont soldés par sa retraite anticipée. Ce même pilote fondera, en 2007, l'Aerotoxic Association avec d'autres personnes victimes du syndrome aérotoxique. 
Le pilote suédois Neils Gomer a, de son côté, dit avoir dû mettre son masque à oxygène lors d'un vol « contaminé » pour éviter de subir une perte grave de ses facultés.  
Un autre cas est celui de l'incident de contamination de l'air en cabine d'un vol TuiFly le 4 juillet 2011, qualifié de « grave » par les autorités aériennes allemandes.

## Enquêtes internationales
Selon des organismes gouvernementaux, 1 vol sur 2 000 serait victime d'émission de vapeurs toxiques à différents niveaux de gravité mais ce chiffre est difficilement vérifiable car beaucoup de ces évènements ne sont pas signalés, volontairement ou non.
Plusieurs enquêtes sur le sujet ont été lancées, notamment par l'autorité australienne de sécurité de l'aviation civile, par le United States National Research Council et des experts officiels anglais.
Le commissaire européen aux transports Antonio Tajani a annoncé que l'Agence européenne de la sécurité aérienne avait lancé un appel pour rassembler toutes les informations sur la question.  Une réunion s'est tenue à Londres sur le sujet en avril 2009. Les délégués de cette dernière ont décidé de mettre en place un suivi sur la qualité de l'air dans les avions commerciaux. Ce syndrome n'est pas encore officiellement reconnu en médecine aéronautique, du fait du manque d'informations, mais aussi des pressions des compagnies aériennes et constructeurs aéronautiques selon certaines sources.

## Mesures
La chambre des représentants des États-Unis a adopté le 21 mai 2009 un texte, le Federal Aviation Administration Reauthorization Act, qui encourage la recherche et le développement de technologies destinées à supprimer les toxines pouvant être contenues dans l'air d'un avion.